# 金鎖排燈塔
金鎖排燈塔（粵拼：gam1 so2 paai4 dang1 taap3），是廣州地區最早的航海燈塔，位於虎門水道上橫檔島东侧的金锁排礁上。燈塔由廣州海關建於清光緒三十二年（1906年）。1993年3月，由於虎門大橋的桥墩建在金锁排礁上，灯塔被摭挡，故停止使用。2015年12月10日，被列爲廣東省文物保護單位。

## 建築
灯塔标高11米，灯高12.6米，早期使用煤油灯作为光源，后改用乙炔灯。1987年7月改造後燈塔改用新型灯具。。